# Per Källberg
Per Källberg auch Pelle Källberg (* 14. März 1947 in Stockholm als Per August Källberg; † 17. Februar 2014) war ein schwedischer Kameramann, der zwischen 1973 und dem Jahr 2011 zahlreiche Kino-, Fernseh- und Dokumentarfilme betreute. Darunter Der Mann auf dem Dach, Der geheimnisvolle Hügel, Das gute Fräulein oder Stockholm Ost.

## Leben und Karriere
Per Källberg, geboren 1947 in Stockholm, sammelte 1971 erste Erfahrungen im Filmgeschäft als Regisseur des Kurzfilms Almarna i kungsträdgården. Schnell merkte er jedoch, dass ihn die Arbeit mit der Kamera mehr reizte und so sattelte Källberg handwerklich um. Sein Debüt als Kameramann gab er 1973 für Per Oscarssons Kinoproduktion Ebon Lundin. 1976 engagierte ihn der Regisseur Bo Widerberg für sein Kriminaldrama Der Mann auf dem Dach.
Über die Jahrzehnte arbeitete Per Källberg dann als Kameramann für Filme wie Venus 90, (1988) Gute Menschen (1990), Mein großer starker Vater (1992), Der geheimnisvolle Hügel (1993), Sebastian – Freundschaft oder Liebe? (1995), Die Jönsson-Bande und der Cornflakesraub (1996) oder Das gute Fräulein (1999). Seine letzte Arbeit leistete er für den Regisseur Simon Kaijser im Jahr 2011 für dessen preisgekröntes Drama Stockholm Ost.
Für den Film Agnes Cecilia – En sällsam historia von Regisseur Anders Grönros erhielt er 1992 in der Kategorie Beste Kamera den Guldbagge. 1998 und 2012 war er zwei weitere Male für den schwedischen Filmpreis Guldbagge nominiert.
Neben seiner Arbeit für Kino und Fernsehen blieb Källberg auch zeitlebens intensiv dem Genre des Dokumentar- und des Kurzfilms verbunden. Mit dem Dokumentarfilmer und Regisseur Stefan Jarl hat Källberg in über 30 Jahren rund 15 Filme zusammen gemacht.
Per Källberg verstarb am 17. Februar 2014 im Alter von 66 Jahren.

## Auszeichnungen
- 1992: Guldbagge in der Kategorie Beste Kamera für den Film Agnes Cecilia – En sällsam historia
- 1998: Nominierung für den Guldbagge in der Kategorie Beste Kamera für den Film Ich bin dein Krieger
- 2012: Nominierung für den Guldbagge in der Kategorie Beste Kamera für den Film Stockholm Ost

## Filmografie (Auswahl)

### Kino
- 1973: Ebon Lundin
- 1976: Der Mann auf dem Dach (Mannen på taket)
- 1988: Venus 90
- 1990: Gute Menschen (Goda människor)
- 1991: Agnes Cecilia – En sällsam historia
- 1992: Mein großer starker Vater (Min store tjocke far)
- 1993: Der geheimnisvolle Hügel (Hin helgu vé)
- 1995: Sebastian – Freundschaft oder Liebe? (När alla vet)
- 1996: Die Jönsson-Bande und der Cornflakesraub (Lilla Jönssonligan och cornflakeskuppen)
- 1997: Die Jönsson-Bande – Charles-Ingvars neuer Plan (Lilla Jönssonligan på styva linan)
- 1997: Ich bin dein Krieger (Jag är din krigare)
- 1999: Stjärnsystrar
- 1999: Das gute Fräulein (Ungfrúin góða og húsið)
- 2006: Sökarna – Återkomsten
- 2011: Stockholm Ost (Stockholm Östra)

### Fernsehen
- 1977: Ärliga blå ögon (Fernsehminiserie)
- 1995: Majken (Fernsehminiserie)
- 1998: Förhörsledarna (Fernsehdokumentarfilm)
- 1998: 102 år i hjärtat av Europa (Fernsehdokumentarfilm)
- 1999: Ett litet rött paket (Fernsehserie, 1 Episode)
- 2002: Olivia Twist (Fernsehminiserie)
- 2002: Mrs Klein (Fernsehfilm)
- 2002: Stackars Tom (Fernsehminiserie)
- 2003: En ö i havet (Fernsehserie, 1 Episode)
- 2004: Allrams höjdarpaket (Fernsehserie, 24 Episoden)
- 2006–2007: Höjdarna (Fernsehserie, 52 Episoden)
- 2008: Sthlm (Fernsehserie, 1 Episode)

### Kurz- und Dokumentarfilme
- 1979: Ein anständiges Leben (Ett anständigt liv) (Dokumentarfilm)
- 1981: Flickan från byn (Dokumentarfilm)
- 1982: Ebba the Movie (Dokumentarfilm)
- 1983: Die Rache der Natur (Naturens hämnd) (Dokumentarfilm)
- 1985: Die Seele ist größer als die Welt (Själen är större än världen) (Dokumentarfilm)
- 1987: Bedrohung (Hotet) (Dokumentarfilm)
- 1989: Hoppa högst (Kurzfilm)
- 1989: Tiden har inget namn (Dokumentarfilm)
- 1991: Jåvna, renskötare år 2000 (Dokumentarkurzfilm)
- 1993: Det sociala arvet (Dokumentarfilm)
- 1994: Dansaren (Dokumentarfilm)
- 1994: Ingen som du (Kurzfilm)
- 1994: Dvorak – Den fantastiske (Kurzfilm)
- 1998: Leben um jeden Preis (Liv till varje pris) (Dokumentarfilm)
- 2000: Vertavo (Kurzfilm)
- 2000: Skönheten skall rädda världen (Dokumentarfilm)
- 2002: Muraren (Dokumentarfilm)
- 2005: Flickan från Auschwitz (Dokumentarfilm)
- 2006: Vanya vet (Kurzfilm)
- 2006: Två tennisskor (Kurzfilm)